# NGC 322
NGC 322 je galaksija u zviježđu Feniks.

## Vanjske poveznice
- SEDS: NGC 322